# Слияние двух лун
«Слияние двух лун» (англ. Two-Moon Junction) — американский эротический фильм режиссёра Залмана Кинга.

## Сюжет
Жизнь юной и обворожительной Эйприл похожа на прекрасную сказку — знатные родители, шикарный дом, бабушка-миллионерша и респектабельный жених из богатой аристократической семьи. В высшем обществе они считаются идеальной парой.
Но за две недели до свадьбы Эйприл, беспокойная и чувственная натура, влюбляется в загадочного мускулистого красавца Перри, работающего в приехавшем в город передвижном парке аттракционов, что в итоге приводит к интимной связи между героями.

## В ролях
| Актёр           | Роль                 |
| --------------- | -------------------- |
| Шерилин Фенн    | Эйприл Делонгпре     |
| Ричард Тайсон   | Перри Тайсон         |
| Луиза Флетчер   | Белль Делонгпре      |
| Бёрл Айвз       | шериф Эрл Хоукинс    |
| Эрве Вильшез    | Смайли               |
| Кристи МакНикол | Пэтти Джен           |
| Мартин Хьюит    | Чад Дуглас Фэйрчайлд |
| Хуанита Мур     | Делайя               |
| Дон Гэллоуэй    | сенатор Делонгпре    |
| Милли Перкинс   | миссис Делонгпре     |
| Милла Йовович   | Саманта Делонгпре    |
| Даббс Грир      | Кайл                 |